# 8009 Béguin
A 8009 Béguin (ideiglenes jelöléssel 1989 BA1) a Naprendszer kisbolygóövében található aszteroida. Christian Pollas fedezte fel 1989. január 25-én.